# Lajos Kántor (istoric literar)
Lajos Kántor, cunoscut și sub pseudonimul László Köves, (n. 7 august 1937, Cluj, România – d. 22 iulie 2017, Cluj-Napoca, România) a fost un filolog, istoric și critici literar maghiar din România, laureat al premiului Széchenyi. Este fiul filologului Lajos Kántor și soțul traducătoarei Erzsébet Kántor.

## Cariera
Și-a început studiile liceale la Colegiul Reformat din Cluj, pe care le-a continuat la Liceul nr. 2 (1954), apoi a absolvit studii de limba și literatura maghiară la Universitatea Bolyai (1959) și a obținut un doctorat la Universitatea Babeș-Bolyai (1979).
Începând din 1959 a fost redactor literar al revistei Korunk, iar din 1963 șeful secției artistice și organizatorul Galeriei de artă Korunk. A publicat articole de istorie și critică literară în Utunk, Igaz Szó, A Hét, România literară, Gazeta literară, Steaua, studii în Korunk și NyIrK din România, în Valóság, Kortárs, Új Írás, Napjaink, Tiszatáj, Nagyvilág, Élet és Irodalom și Irodalomtörténeti Közlemények din Ungaria, în Irodalmi Szemle din Cehoslovacia, în Híd și Új Symposion din Iugoslavia, precum și în mai multe ziare.
După Revoluția din 1989 s-a alăturat UDMR, a fost redactor-șef al revistei Korunk și a fost ales în 1993 președinte al MÚRE (Asociația Jurnaliștilor Maghiari din România). În 2013 a fost ales membru din străinătate al Academia de Științe din Ungaria.

## Activitatea critică
În studiile sale de istorie literară pot fi distinse câteva linii specifice. Una dintre aceste linii este publicarea și comentarea operelor lui Móricz (A boldog ember, 1964; Májusi eső, 1966; Életem regénye, 1975; Ebéd, 1976; Életre ítélve, Idill, 1978; Móricz Zsigmond közöttünk, 1979), susținând lirismul prozei lui Móricz în monografia Vallomásos Móricz Zsigmond (1968) astfel: „Móricz, care este cel mai mare scriitor epic maghiar, poate fi inclus printre lirici sau cel puțin printre creatorii epicei lirice”. După mai mult de un deceniu de cercetări el a publicat teza de doctorat intitulată Líraiság a XX. századi magyar novellában (1979), apoi volumul Líra és novella (1981).
În afară de activitatea de redactor al revistei Korunk pe care a desfășurat-o timp de un sfert de secol, a publicat mai multe cărți. A realizat biografii ale scriitorilor, a alcătuit colecția de proză scurtă în limba maghiară Föld, csillag (1970), colecția de poezii Nagy tél után (1974), colecția în limba română Tineri poeți maghiari din România (Cluj-Napoca, 1979). În antologia Dincolo de formă a adunat poezie și proză ale autorilor maghiari traduse în limba română (1981). Împreună cu Gyula Dávid a tradus în limba maghiară lucrarea Introducere în critica literară (1979) a lui Adrian Marino, a scris prefețe și postfețe pentru cititorii traducerilor în limba maghiară a operelor unor scriitori români ca Vasile Rebreanu, Anton Holban, Augustin Buzura și Eugen Simion.
A fost editorul și unul dintre autorii cărții Kulcsok Kolozsvárhoz : a föl nem adható város (2000).

## Scrieri

### Volume (selecție)
- Írástól – emberig. Esszék, tanulmányok; Irodalmi Kiadó, București, 1963 (Forrás)
- Százéves harc "Az ember tragédiájá"-ért; Akadémiai, Budapesta, 1966 (Irodalomtörténeti füzetek)
- Vallomásos Móricz Zsigmond. Epika és líra határvidékén; Ifjúsági, București, 1968 (Kismonográfia)
- Alapozás. Klasszikusok - kortársak. Tanulmányok, esszék; Kriterion, București, 1970
- Föld, csillag. Mai magyarországi novellák I-II.; vál., bev., jegyz. Kántor Lajos; Albatros, București, 1970
- Kántor Lajos–Láng Gusztáv: Romániai magyar irodalom. 1945-1970; Kriterion, București, 1971
- Utazás a gyökerek körül. Az Adriától a Balti-tengerig. Útirajz a modern művészetekről; Dacia, Cluj, 1972
- Kántor Lajos–Láng Gusztáv: Romániai magyar irodalom. 1944-1970; 2. jav. kiad.; Kriterion, București, 1973
- Korunk Galéria 50. Készült a folyóirat megjelenésének ötvenedik évfordulójára; szerk. Kántor Lajos, Ritoók János; Întreprinderea Poligrafică, Cluj-Napoca, 1976
- A megtalált színház. Kövek egy évtízed színháztörténetéhez; Dacia, Cluj-Napoca, 1976
- Kép, világkép. A régi Korunk az új művészetért; Kriterion, București, 1977
- Korunk Galéria. Kiállítás Ady Endre születésének 100. évfordulójára (kiállítási katalógus); szerk. Kántor Lajos, Ritoók János; Korunk Galéria, noiembrie 1977, Cluj-Napoca
- Szülőföld. Kolozsvár-Napoca, 1978 (kiállítási katalógus); szerk., bev. Kántor Lajos; Korunk, Cluj-Napoca, 1978
- Korváltás. Kritikák, tanulmányok; Kriterion, București, 1979
- Szárny és gyökér. Utazás A-tól Z-ig; Cseh Gusztáv illusztrációival; Dacia, Cluj-Napoca, 1979
- Líraiság a XX. századi magyar novellában; Universitatea, Cluj, 1979
- Móricz Zsigmond közöttünk; vál., bev., jegyz. Kántor Lajos; Kriterion, București, 1979
- Korunk. Avantgarde és népiesség. Irodalomtörténeti és kritikai portyázások; Magvető, Budapesta, 1980 (Elvek és utak)
- A hiány értelmezése. József Attila Erdélyben; Deák Ferenc rajzával; Kriterion, București, 1980
- Dincolo de formă. Pagini de poezie și proză maghiară din România; szerk., bev., jegyz. Kántor Lajos; ford. románra Corneliu Bala et al.; Albatros, București, 1981 (Lyceum)
- Líra és novella. A sólyom-elmélettől a Tamási-modellig; Kriterion, București, 1981
- Milyen az út? Szubjektív KRESZ a gyalogos és autós közti átmenet öszvér-állapotában; Dacia, Cluj-Napoca, 1983
- Képzőművészeti írások. 1984; szerk. Kántor Lajos; Kriterion, București, 1984
- Vallani és vállalni. Egy irodalmi vita és környéke. 1929-1930; Kriterion, București, 1984
- Szilágyi Domokos: A költő életei; szerk. Kántor Lajos; Kriterion, București, 1986
- Birtokon belül? Téli beszélgetések Erdélyben; Pallas Lap- és Könyvkiadó Vállalat, Budapesta, 1989
- Túlélő képek. Kántor László íróportréi. 34 erdélyi író vallomása; szerk. Kántor Lajos; Héttorony, Budapesta, 1989
- Szilágyi Domokos: Élnem adjatok. Vers, próza, esszé, 1956-1976; összegyűjt., szerk., utószó Kántor Lajos; Kriterion, București, 1990
- Erdélyi csillagok. Újabb arcok Erdély szellemi múltjából; szerk. Kántor Lajos; Héttorony, Budapesta, 1990
- Hamlet a bántott félhez tartozik. Az erdélyi magyar színház két évszázados történetéből. Esszé; Héttorony, Budapesta, 1990
- Vándor idő balladája. krónika 89-90; szerk. Kántor Lajos, Veress Zoltán; Erdélyi Könyv Egylet, 1991 (Erdély kövei, 1.)
- Itt valami más van... Erdélyi krónika, 1911-1959; Héttorony, Budapesta, 1992
- Kolozsvár magyar színháza. Ezerhétszázkilencvenkettő – ezerkilencszázkilencvenkettő; szerk. Kántor Lajos, Kötő József, Visky András; Gloria, Cluj, 1992
- Függőhíd. Közérzetkrónika; Jelenkor–Kriterion, Pécs–București, 1993
- Kántor Lajos–Kötő József: Magyar színház Erdélyben, 1919-1992; Kriterion, București, 1994
- Györkös Mányi Albert; Kriterion, București, 1995
- Ki vagy te, Szilágyi Domokos?; Balassi, Budapesta, 1996
- Honos-hontalan. Két levél közt egy évtized. Esszék, publicisztikák; Felsőmagyarország, Miskolc, 1997
- Megbolondult a kutyám. Út menti és egyéb történetek; Mentor, Marosvásárhely, 1997
- Találkozások. Korunk Galéria; szerk. Kántor Lajos; Komp-Press, Cluj, 1997
- Kántor Lajos–Kötő József: Magyar színház Erdélyben, 1919-1992; szerk. Antoaneta Iordache; Integral, București, 1998 (Sinteze)
- Balogh Edgár: Számadásom. Emlékirat, 1956-1993; szerk., bev. Kántor Lajos; Komp-Press–Korunk Baráti Társaság, Cluj, 1999
- Erdélyi sorskerék. Szabédi László és a történelem; Balassi, Budapesta, 1999
- Heim András: Építem a rendet; szerk. Kántor Lajos; Komp-Press, Cluj, 1999
- Alternatives for Romania. Anthology of Korunk; szerk. Balázs Imre-József, Horváth Andor, Kántor Lajos; ford. angolra Nagy Piroska, Vajda Tünde; Komp-Press, Cluj, 2000 (Render)
- A magyarokra figyeltek. Románia, 2001 napról napra (Kántor Erzsébet et al. publicisztikai írásai); szerk. Kántor Lajos, Kovács Kiss Gyöngy; Korunk Baráti Társaság–Komp-Press, Cluj, 2002
- Fellegek a város felett. Regényes korrajz. Kolozsvár, 20. század; Nemzeti Tankönyvkiadó, Budapesta, 2004 (Európai iskola)
- A kapu. Ház, utca, város, ország. Családregény-vázlat naplókkal, levelekkel hitelesítve; Balassi–Polis, Cluj–Budapesta, 2004
- József Attila a Korunkban; összeáll., gond., szerk. Kántor Lajos; Komp-Press, Cluj, 2005
- A nagyelefánt nyomában. Esszék és kritikák; Pallas-Akadémia, Csíkszereda, 2005 (Bibliotheca Transsylvanica)
- A mennyei kapu, avagy Az apokrif kerekasztal. 20-21. század; Korona, Budapesta, 2006
- Az idő vaskalapja. Negyed évszázad (1964-1988) Sükösd Mihállyal, és egy kevés abból, ami előtte volt, majd utána következett; összeáll., vál. Kántor Lajos; Kalligram, Bratislava, 2007
- Közép-Európa vándora. Korunk-dosszié. Válogatás a Korunk öt évtizedének írásaiból, 1957-2007; szerk. Kántor Lajos; Komp-Press, Cluj, 2007
- A költő (régi és új) életei. Szilágyi Domokos (1938-1976); összegyűjt. és szerk. Kántor Lajos; Kriterion, Cluj, 2008
- Közösség és művészet. A Korunk Galéria története, 1973-1986. Szövegdokumentumok, képek (Székely Sebestyén György művészettörténeti tanulmányával); szerk. Kántor Lajos, Székely Sebestyén György; Komp-Press, Cluj, 2008
- Szabálytalan félsziget; Trikolor, Budapesta, 2008 (Örökségünk)
- Hazatérő képek. Barcsaytól Vinczeffyig; Komp-Press–Korunk, Cluj, 2009
- Barátom a malomban égykezes Csiki Lászlóval; Noran Libro, Budapesta, 2010[5]
- Kolozsvári néző; Komp-Press–Minerva, Cluj, 2010
- A Korunk kapui. 1959 (1957) – 1965. (március); Komp-Press–Korunk–Kalligram, Cluj–Bratislava, 2011
- Könyv, grafika, könyvművészet Erdélyben. 1919-2011; szerk. Kántor Lajos; Komp-Press–Korunk, 2011
- Vallató (képek). Fél évszázadról, együtt; szerzői, Cluj, 2011
- Golyószórásban, repülőszőnyegen. Kettős portré(k) Lászlóffy Aladárral; Kriterion, Cluj, 2012
- Konglomerát (Erdély). Utazások SzGSz-szel. Sebestyén szemináriumai (Kolozsvárt és...), 2007-2012; Kossuth, Budapesta, 2012
- Kolozsvári beugró; szerk. Kántor Lajos, Rigán Lóránd; Komp-Press–Korunk, Cluj, 2013
- Párbeszéd nemzetről, nemzetköziségről; szerk. Kántor Lajos; Komp-Press–Korunk, 2013
- Lászlóffy Aladár: Séta két kor között. Válogatott versek; vál., bev. Kántor Lajos; Kriterion, Cluj, 2013 (Romániai magyar írók)
- Irodalom és politika, 1968-1993. Domokos Géza és a Kriterion; MTA, Budapesta, 2014 (Székfoglalók a Magyar Tudományos Akadémián)
- Szabédi László: Két világ közt harmadiknak. Vers, próza, dráma, tanulmány, dokumentum; szerk., előszó, jegyz. Kántor Lajos; Komp-Press, Cluj, 2014
- Gond és felelősség. Írások Pomogáts Béla nyolcvanadik születésnapjára; összeáll. Kántor Lajos, Lőrincz György; Mentor, Marosvásárhely, 2014
- Kedves Miska! Leveleskönyv Ilia Mihály 80. születésnapjára; szerk. Kántor Lajos, Komp-Press–Korunk, Cluj, 2014
- Titkosan – nyíltan. Korunk-történetek a titkosszolgálatok működéséről. Emlékezések, tanulmányok, dokumentumok; szerk. Kántor Lajos; Komp-Press–Korunk, Cluj, 2014
- F-elszámolás; Kalligram, Bratislava, 2015

### Articole
- Jancsó Elemér: Kántor Lajos : Írástól – emberig. Igaz Szó, 1964/6.
- Beke György: Kántor Lajos vallomása Móricz Zsigmondról. Hargita, 29 septembrie 1968;
- Beke György: Kántor Lajos alapozása. Hargita, 4 aprilie 1971;
- Beke György: Kántor Lajos. Interjú a Tolmács nélkül c. kötetben. 1972. 592–606.;
- Beke György: Kántor Lajos: A megtalált színház. Tiszatáj, Szeged 1976/12;
- Beke György: Élő irodalom és irodalomtörténetírás. Beszélgetés Kántor Lajossal. A Hét, 1981/51.
- Láng Gusztáv: Kísérletek és eredmények. Utunk, 1968/51.
- Kiss Ferenc: Kántor Lajos: Alapozás. Kritika, Budapesta, 1970/11.
- Szőcs István: A neves kritika. Észrevételek Kántor Lajos Alapozás c. kötetéről. Igaz Szó, 1971/7;
- Szőcs István: Elvont kézzelfoghatóság. Igaz Szó, 1972/4.
- Balogh Edgár: Folytonosság és átváltás az irodalomban. Igaz Szó, 1972/1.
- Kovács János: Mellőzött történetiség. Igaz Szó, 1972/2.
- Éltető József: Romániai magyar irodalom. Igaz Szó, 1972/3.
- Szőcs Kálmán: Ikernemzedék. Igaz Szó, 1972/4. *Bretter György: És hová érkezett? A Hét, 1973/27.
- Marosi Péter: A megtalált cikk. Utunk, 1976/44;
- Marosi Péter: Színikritikától a dramaturgiáig. Korunk, 1978/6, újraközölve Világ végén virradat. 1980. 232–244.
- Borcsa János: Vendégünk volt: Kántor Lajos. Beszélgetés. Megyei Tükör, 25 decembrie 1976.
- Tóth Sándor: Korszerű képpel korszerű világképért. A Hét, 1978/7.
- Cs. Gyímesi Éva: Az intézményesült alany felelőssége. Metakritikai széljegyzetek. Utunk, 1980/7;
- Cs. Gyímesi Éva: A sólyom-elmélettől a Tamási-modellig. Utunk, 1982/19.
- Judik Tamás: Londoni percek. Beszélgetés Kántor Lajossal. Igazság, 1 iunie 1980.
- Salló László: Líra és novella. Előre, 19 mai 1982.
- Huber András: Milyen az út? Igazság, 13 iulie 1983.
- Kiemelés tőlem. Emlékkönyv Kántor Lajos hetvenedik születésnapjára; szerk. Balázs Imre József, Horváth Andor, Kovács Kiss Gyöngy; Komp-Press–Korunk, Cluj, 2007

## Premii, medalii
- 1981 - premiu literar (Transilvania)
- 1992 - premiul comemorativ Joseph Pulitzer
- 1998 - premiul Attila József
- 1999 - premiul Pro Literatura
- 2004 - premiul Széchenyi
- 2012 - premiul revistei Látó
- 2015 - premiul patrimoniului maghiar

## Alte activități
- președinte al Kolozsvár Társaság